# Miconia inaequalifolia
Miconia inaequalifolia är en tvåhjärtbladig växtart som beskrevs av José Jéronimo Triana. Miconia inaequalifolia ingår i släktet Miconia och familjen Melastomataceae. Inga underarter finns listade i Catalogue of Life.